# Oliy Majlis

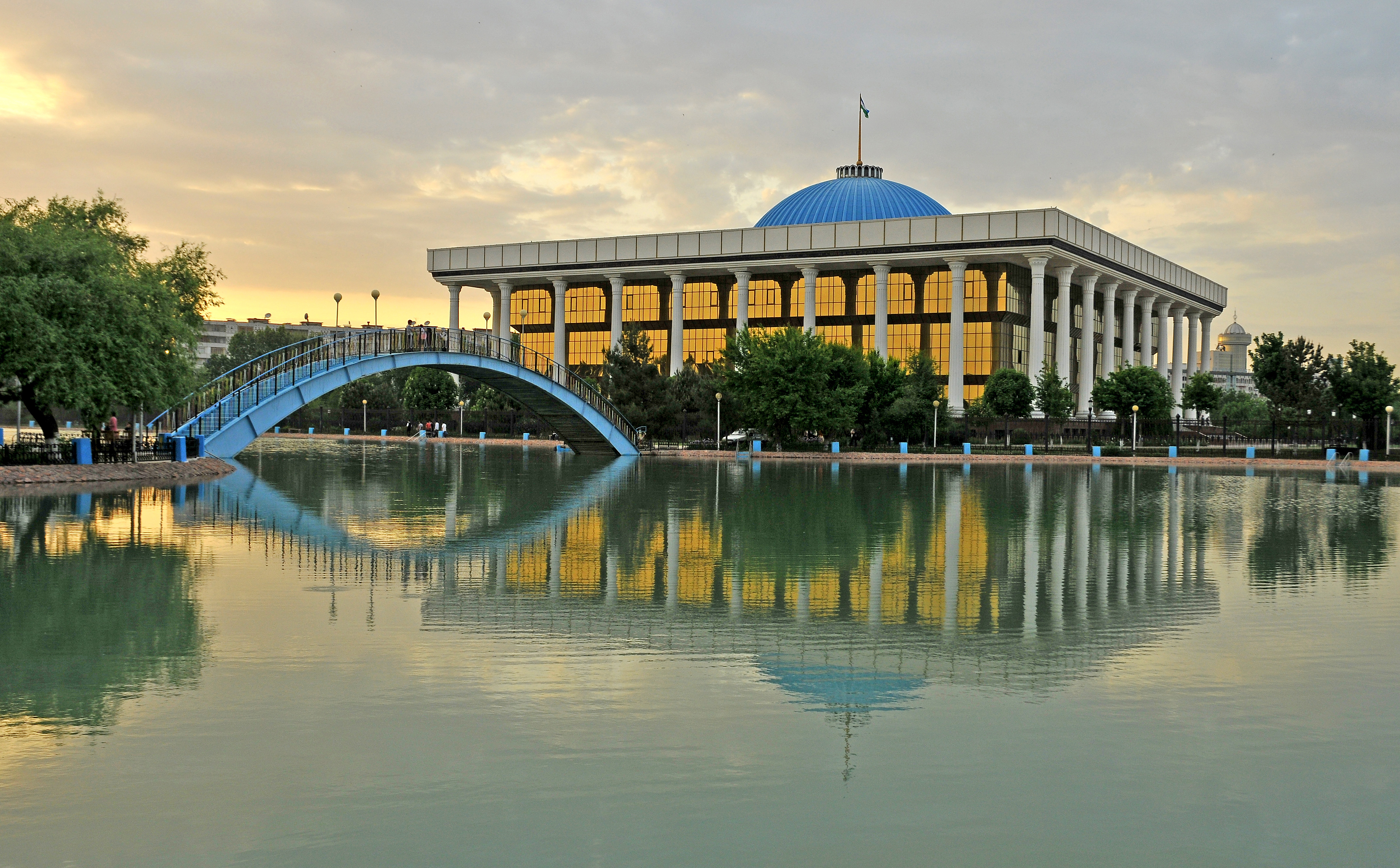
Le bâtiment la Chambre législative à Tachkent.

L'Oliy Majlis de la république d'Ouzbékistan (en ouzbek : Oʻzbekiston Respublikasi Olij Majlisi ; littéralement « Conseil suprême de la république d'Ouzbékistan ») est le parlement bicaméral de l'Ouzbékistan. 
Il est constitué d'une chambre basse, la Chambre législative, dont les 150 membres sont élus selon un système mixte, et d'une chambre haute, le Sénat, composé de 65 sénateurs, dont 56 sont élus au scrutin indirect et 9 sont nommés par le président de la République. Les deux chambres sont élues pour un mandat de cinq ans.
Initialement monocaméral, il devient bicaméral en 2005 avec la création du Sénat à la suite du référendum constitutionnel de 2002. Il siège à Tachkent, la capitale du pays.